# 趙昌 (唐朝)
赵昌（730年—814年），字洪祚，定州鼓城（今河北省晋州市）人，原籍天水，唐朝官员，赵不器之孙，赵居贞之子。
李承昭为昭义节度使，征辟赵昌在幕府。唐德宗贞元七年（791年），为虔州刺史，担任安南都护十年，境内安然。贞元十年（794年），因腿部受伤还朝，拜为国子祭酒，以检校兵部郎中裴泰为安南都护。后安南骚乱，德宗诏赵昌问策。赵昌时年七十二岁，精健如少年，唐德宗很震惊，再次任命他为安南都护，安南百姓相贺。唐宪宗即位，加检校工部尚书，转任户部尚书，充岭南节度使。元和三年（808年），为荆南节度使，征为太子宾客。入朝为工部尚书、兼大理卿。一年后，守本官。元和六年（811年），除华州刺史，陛辞麟德殿。时年八十余岁，依然动作轻捷，召对详明，唐宪宗宣宰臣密访他的颐养之道。在华州三年，入朝为太子少保。元和九年（814年）卒，时年八十五岁，赠扬州大都督，谥号成。

## 延伸阅读
[在维基数据编辑]
 在维基文库阅读此作者作品
 《舊唐書/卷151》，出自刘昫《舊唐書》
 《新唐書·卷170》，出自《新唐書》